# سیارک ۹۰۸۰
سیارک ۹۰۸۰ (به انگلیسی: 9080 Takayanagi، نامگذاری:1994TP) نه هزار و هشتادمین سیارک کشف شده‌است که در ۲ اکتبر ۱۹۹۴ کشف شد.
قدر مطلق سیارک برابر ۱۲٫۹۰ است.